# Lista siturilor arheologice din județul Vaslui - B
Lista siturilor arheologice din județul Vaslui - B conține toate siturile arheologice din județul Vaslui înscrise în Repertoriul Arheologic Național (RAN) și aflate în localități al căror nume începe cu litera B. RAN este administrat de Ministerul Culturii și Patrimoniului Național și cuprinde date științifice, cartografice, topografice, imagini și planuri, precum și orice alte informații privitoare la zonele cu potențial arheologic, studiate sau nu, încă existente sau dispărute.
Puteți căuta un sit din localitățile care încep cu litera B folosind formularul de mai jos sau puteți naviga prin toate siturile din județ la Lista siturilor arheologice din județul Vaslui.
| Cod RAN                                   | Denumire | Localitate                           | Adresă            | Datare                                   | Descoperit | Coordonate                                  | Imagine           | Erori            |
| ----------------------------------------- | --- | ------------------------------------ | ----------------- | ---------------------------------------- | ---------- | ------------------------------------------- | ----------------- | ---------------- |
| 161801.04.01 (Cod LMI: VS-II-m-A-06762)   | Biserica "Adormirea Maicii Domnului" / ansamblu anonim (Categorie: structură de cult/religioasă) (Tip: Biserică)      | municipiul Bârlad                    | Piața Victoriei 1 | cca. 1636                                |            | 46°13′39″N 27°40′07″E / 46.2275°N 27.6687°E | Încărcați imagine | Raportați eroare |
| 161801.03.01                              | Tezaurul monetar medieval de la Bârlad-Dumbrava Roșie / ansamblu anonim (Categorie: depozit/tezaur) (Tip: tezaur)     | municipiul Bârlad                    | Dumbrava Roșie    | sec. XVI - XVII                          |            |                                             | Încărcați imagine | Raportați eroare |
| 162951.01.01 (Cod LMI: VS-I-s-A-06663)    | Situl arheologic de la Bunești - "Dealul Bobului" / ansamblu anonim (Categorie: locuire civilă) (Tip: Cetate)         | sat Bunești, comuna Bunești-Averești | Dealul Bobului    | geto-dacică sec.IV - II a.Chr.           | 1967-1968  |                                             | Încărcați imagine | Raportați eroare |
| 162951.01.02 (Cod LMI: VS-I-s-A-06663)    | Situl arheologic de la Bunești - "Dealul Bobului" / ansamblu anonim (Categorie: locuire civilă) (Tip: Așezare)        | sat Bunești, comuna Bunești-Averești | Dealul Bobului    | Cucuteni - A2                            | 1967-1968  |                                             | Încărcați imagine | Raportați eroare |
| 162951.01.03 (Cod LMI: VS-I-s-A-06663)    | Situl arheologic de la Bunești - "Dealul Bobului" / ansamblu anonim (Categorie: locuire civilă) (Tip: Așezare)        | sat Bunești, comuna Bunești-Averești | Dealul Bobului    | Noua                                     | 1967-1968  |                                             | Încărcați imagine | Raportați eroare |
| 162951.01.04 (Cod LMI: VS-I-s-A-06663)    | Situl arheologic de la Bunești - "Dealul Bobului" / ansamblu anonim (Categorie: locuire civilă) (Tip: Așezare)        | sat Bunești, comuna Bunești-Averești | Dealul Bobului    | Dridu                                    | 1967-1968  |                                             | Încărcați imagine | Raportați eroare |
| 161801.01.01                              | Cetatea de pământ medievală de la Bârlad - "Cetățuia" / ansamblu anonim (Categorie: locuire) (Tip: Cetate de pământ)  | municipiul Bârlad                    | Cetățuia          | sec. al XV-lea                           |            |                                             | Încărcați imagine | Raportați eroare |
| 163805.01.01 (Cod LMI: VS-I-m-B-06661.05) | Situl arheologic de la Bârlălești - "Stanția" / ansamblu anonim (Categorie: locuire civilă) (Tip: Așezare)            | sat Bârlălești, comuna Epureni       | Stanția           | Stoicani - Aldeni                        |            |                                             | Încărcați imagine | Raportați eroare |
| 163805.01.02 (Cod LMI: VS-I-m-B-06661.04) | Situl arheologic de la Bârlălești - "Stanția" / ansamblu anonim (Categorie: locuire civilă) (Tip: Așezare)            | sat Bârlălești, comuna Epureni       | Stanția           | sec. IV                                  |            |                                             | Încărcați imagine | Raportați eroare |
| 163805.01.03 (Cod LMI: VS-I-m-B-06661.03) | Situl arheologic de la Bârlălești - "Stanția" / ansamblu anonim (Categorie: locuire civilă) (Tip: Așezare)            | sat Bârlălești, comuna Epureni       | Stanția           | sec. V - VI                              |            |                                             | Încărcați imagine | Raportați eroare |
| 163805.01.04 (Cod LMI: VS-I-m-B-06661.02) | Situl arheologic de la Bârlălești - "Stanția" / ansamblu anonim (Categorie: locuire civilă) (Tip: Așezare)            | sat Bârlălești, comuna Epureni       | Stanția           | sec. VI - IX                             |            |                                             | Încărcați imagine | Raportați eroare |
| 163805.01.05 (Cod LMI: VS-I-m-B-06661.01) | Situl arheologic de la Bârlălești - "Stanția" / ansamblu anonim (Categorie: locuire civilă) (Tip: Așezare)            | sat Bârlălești, comuna Epureni       | Stanția           | sec. X - XI                              |            |                                             | Încărcați imagine | Raportați eroare |
| 163805.02.01 (Cod LMI: VS-I-m-B-06662.07) | Situl arheologic de la Bârlălești - "Struza" / ansamblu anonim (Categorie: locuire civilă) (Tip: Așezare fortificată) | sat Bârlălești, comuna Epureni       | Struza            | Cucuteni - AII, AIII, B                  |            |                                             | Încărcați imagine | Raportați eroare |
| 163805.02.02 (Cod LMI: VS-I-m-B-06662.06) | Situl arheologic de la Bârlălești - "Struza" / ansamblu anonim (Categorie: locuire civilă) (Tip: Așezare)             | sat Bârlălești, comuna Epureni       | Struza            | Noua                                     |            |                                             | Încărcați imagine | Raportați eroare |
| 163805.02.03 (Cod LMI: VS-I-m-B-06662.05) | Situl arheologic de la Bârlălești - "Struza" / ansamblu anonim (Categorie: locuire civilă) (Tip: Așezare)             | sat Bârlălești, comuna Epureni       | Struza            |                                          |            |                                             | Încărcați imagine | Raportați eroare |
| 163805.02.04 (Cod LMI: VS-I-m-B-06662.04) | Situl arheologic de la Bârlălești - "Struza" / ansamblu anonim (Categorie: locuire civilă) (Tip: Așezare)             | sat Bârlălești, comuna Epureni       | Struza            |                                          |            |                                             | Încărcați imagine | Raportați eroare |
| 163805.02.05 (Cod LMI: VS-I-m-B-06662.03) | Situl arheologic de la Bârlălești - "Struza" / ansamblu anonim (Categorie: locuire civilă) (Tip: Așezare)             | sat Bârlălești, comuna Epureni       | Struza            | sec. VI - VIII                           |            |                                             | Încărcați imagine | Raportați eroare |
| 163805.02.06 (Cod LMI: VS-I-m-B-06662.02) | Situl arheologic de la Bârlălești - "Struza" / ansamblu anonim (Categorie: locuire civilă) (Tip: Așezare)             | sat Bârlălești, comuna Epureni       | Struza            | sec. X - XI                              |            |                                             | Încărcați imagine | Raportați eroare |
| 163805.02.07 (Cod LMI: VS-I-m-B-06662.01) | Situl arheologic de la Bârlălești - "Struza" / ansamblu anonim (Categorie: locuire civilă) (Tip: Așezare)             | sat Bârlălești, comuna Epureni       | Struza            | sec. XII - XIII                          |            |                                             | Încărcați imagine | Raportați eroare |
| 167213.02.01 (Cod LMI: VS-I-m-A-06689.02) | Situl arheologic Bârlad - "Valea Seacă" / ansamblu anonim(La Baraj) (Categorie: locuire) (Tip: Așezare)               | municipiul Bârlad                    | Valea Seacă       | Sântana de Mureș - Cerneahov sec. IV - V |            |                                             | Încărcați imagine | Raportați eroare |
| 167213.02.02 (Cod LMI: VS-I-m-A-06689.03) | Situl arheologic Bârlad - "Valea Seacă" / ansamblu anonim(La Baraj) (Categorie: locuire) (Tip: Necropolă birituală)   | municipiul Bârlad                    | Valea Seacă       | Sântana de Mureș - Cerneahov sec. IV - V |            |                                             | Încărcați imagine | Raportați eroare |
| 167213.02.03 (Cod LMI: VS-I-m-A-06689.01) | Situl arheologic Bârlad - "Valea Seacă" / ansamblu anonim(La Baraj) (Categorie: locuire) (Tip: așezare)               | municipiul Bârlad                    | Valea Seacă       | sec. X - XI                              |            |                                             | Încărcați imagine | Raportați eroare |